# Tarra
Tarrha o Tarra (en grec antic Τάρρα) era una ciutat al sud-oest de l'illa grega de Creta, a la sortida sud de la Gorja de Samarià, vora l'actual poble d'Hàgia Rumeli. Estava situada entre Fènix i Pikilassos
Va ser un port des de l'època minoica, clàssica, hel·lenística i romana. Les troballes arqueològiques de l'època romana indiquen una producció de vidre d'alta qualitat. S'hi han trobat restes d'un temple que indica que hi havia un culte important al déu Apol·lo Tarraios. Segons la tradició, Carmànor, un sacerdot de la ciutat, va acollir Apol·lo i Àrtemis després que els déus haguessin vençut la serp Pitó, els va purificar i es consagrà al seu culte. També va ser ell qui va acollir a casa seva els amors d'Apol·lo i Acacalis, filla de Minos, explica Pausànies. El viatger florentí Cristòfor Buondelmonti que va visitar Creta l'any 1415, descriu restes importants d'un temple i altres edificis que eren visibles a la seva època.
Va ser la ciutat de naixença de Lucil·li de Tarra. La ciutat va establir una colònia del mateix nom al Caucas. Es creu que també Tarra, una ciutat al sud d'Itàlia, era una colònia seva. Potser va fundar com a colònia la ciutat de Lappa, també a Creta.